# Chamaescilla
Chamaescilla F.Muell. ex Benth. – rodzaj roślin należący do rodziny złotogłowowatych (Asphodelaceae), obejmujący cztery gatunki, występujące endemicznie w południowozachodniej i południowej Australii oraz na Tasmanii. 
Nazwa naukowa rodzaju pochodzi od greckiego słowa χαμαί (chamai – niski, karłowaty) i nazwy naukowej rodzaju cebulica – Scilla, przez podobieństwo tych roślin. 

## Morfologia

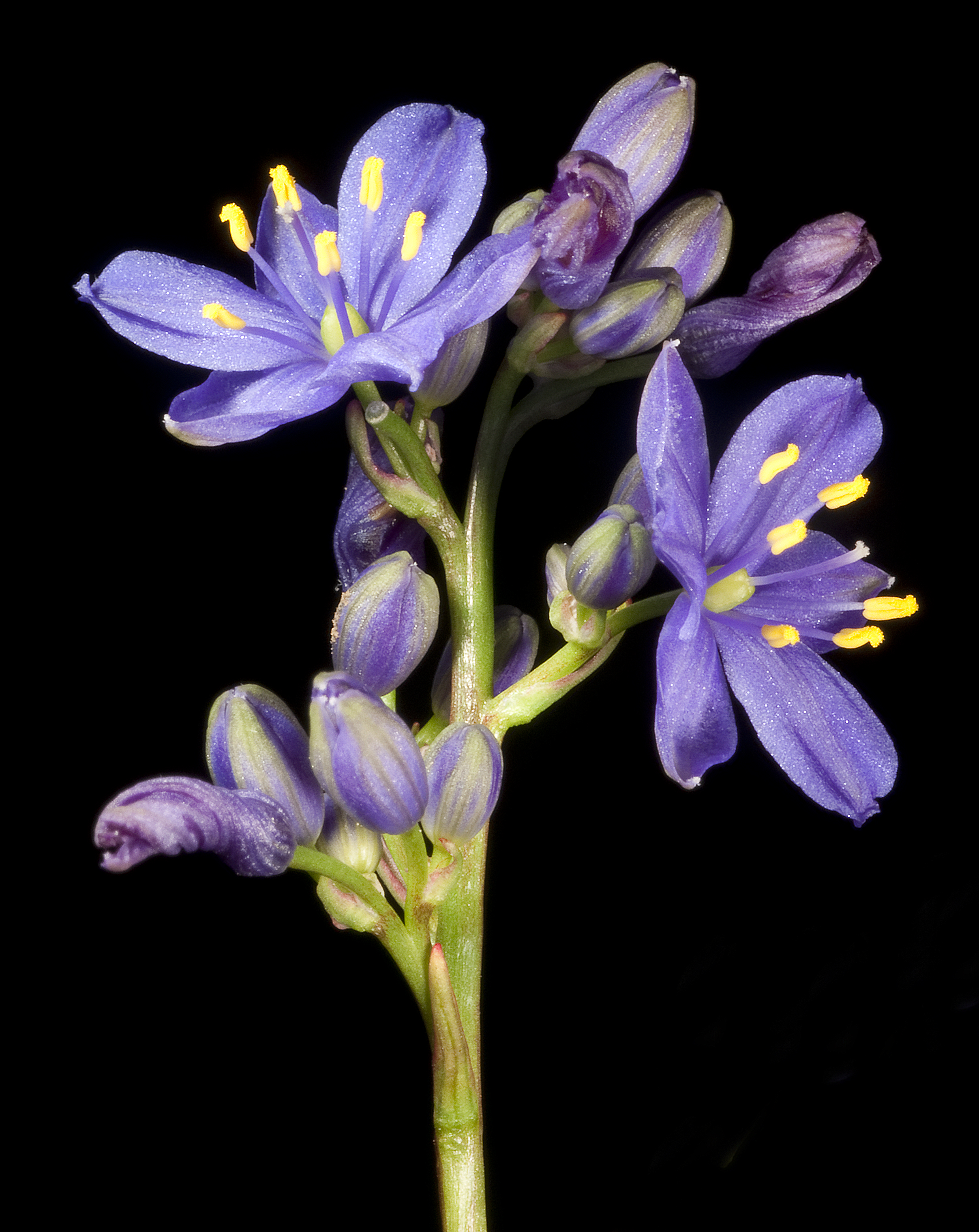
Ch. spiralis

PokrójWieloletnie rośliny zielne, przechodzące okres spoczynku.
PędyPodziemne, podługowato-wrzecionowate bulwocebule.
LiścieZebrane w różyczkę liściową, równowąskie lub nitkowate, mniej więcej mięsiste powyżej łuskowatych pochew liściowych, o kapturkowato zagiętych wierzchołkach, niekiedy spiralnie skręcone.
KwiatyPojedyncze, głąbikowate lub zebrane w baldachogrono lub baldachowierzchotkę. Okwiat promienisty. Listki okwiatu mniej więcej równej długości, z wyraźnymi żyłkami (od trzech do pięciu), spiralnie skręcone po przekwitnięciu, trwałe. Sześć pręcików o smukłych, nagich nitkach i pylnikach pękających do wewnątrz przez podłużne szczeliny. Zalążnia górna, podługowata, trójkomorowa, zawierająca od 4 do 18 zalążków w każdej komorze. Szyjka słupka nitkowata, mniej więcej ścięta, znamię drobno brodawkowate.
OwoceTrójdzielne, błoniaste torebki. Nasiona dyskowate, o gładkiej, lśniącej i czarnej łupinie.

## Systematyka
Rodzaj z podrodziny liliowcowych (Hemerocallidoideae) z rodziny złotogłowowatych (Asphodelaceae). We wcześniejszych ujęciach zaliczany do rodzin Anthericaceae, Lomandraceae lub liliowatych.
Wykaz gatunków
- Chamaescilla corymbosa (R.Br.) F.Muell. ex Benth.
- Chamaescilla gibsonii Keighery
- Chamaescilla maculata R.W.Davis & A.P.Br.
- Chamaescilla spiralis (Endl.) F.Muell.

## Zastosowanie
Bulwocebule Ch. corymbosa były spożywane przez aborygenów z plemienia Wurundjeri.